# Tales of Suspense
Tales of Suspense és el nom d'una sèrie antològica de comic books estatunidencs, que va tenir lloc des del 1959 fins al 1968, dos one-shots (1995 i 2005) i una continuació efímera a partir dels número 100 durant cinc números (2018), publicats per Marvel Comics. La primera va començar com una antologia de ciència-ficció que va servir d'aparador per a artistes com Jack Kirby, Steve Ditko i Don Heck, i després va comptar amb els superherois Capità Amèrica i Iron Man durant l'Edat de Plata dels còmics abans de canviar el seu títol per Captain America amb el número # 100 (data de portada d'abril de 1968).

## Historial de les publicacions
| Any  | Circulació |
| ---- | ---------- |
| 1960 | 148.929    |
| 1961 | 184.635    |
| 1962 | 126.140    |
| 1963 | 188.110    |
| 1964 | 207.065    |
| 1965 | 222.060    |
| 1966 | 252.239    |
| 1967 | 257.342    |

### Antologia de ciència-ficció
Tales of Suspense i la seva publicació germana Tales to Astonish es van llançar amb data de portada de gener de 1959. Publicada inicialment a Atlas Comics, el precursor de Marvel dels anys cinquanta, va caure sota el segell Marvel amb el número #19 (juliol de 1961), el primer amb una portada que portava la caixa "MC" primerenca. Contenia històries de misteri/suspens de ciència-ficció escrites principalment per l'editor en cap Stan Lee i el seu germà, Larry Lieber, amb artistes com Jack Kirby, Steve Ditko i Don Heck. El número 9 (maig de 1960) va introduir Chondu the Mystic com un personatge d'història antològica; seria reintroduït com a supermalvat als anys setanta.

### Iron Man i el Watcher
El número #39 (març de 1963) va presentar el superheroi Iron Man, creat per l'editor i argumentista Stan Lee, l'escriptor Lieber, i els artistes Heck i Jack Kirby, que va presentar-lo en portada amb l'armadura. Va protagonitzar aventures generalment de 13 pàgines, però ocasionalment de 18 pàgines, amb la resta de Tales of Suspense dedicades a les històries de ciència-ficció i fantasies antològiques com les que apareixien prèviament.
Després de debutar amb una armadura grisa voluminosa, Iron Man va ser redissenyat amb una armadura similar però daurada en la seva segona història (núm. 40, abril de 1963). La primera iteració de la moderna i elegant armadura vermella i daurada va aparèixer al # 48 (desembre de 1963), dibuixada per Ditko (tot i que és incert si ell o Kirby, solament o en col·laboració, la van dissenyar). Del número 53-58 (maig-oct. 1964), el logotip de la portada va ser Tales of Suspense with The Power of Iron Man. El Mandarin va debutar al número 50 (febrer de 1964) i es convertiria en un dels principals enemics d'Iron Man. La Vídua Negra va aparèixer per primera vegada al número 52 (abril de 1964) i Hawkeye la va seguir cinc números més tard.
El primer treball de superheroi de Marvel realitzat pel futur redactor en cap de la companyia, Roy Thomas, va ser el seu guió de la història d'Iron Man My Life for Yours en el número 73 (gener de 1966), treballant a partir d'un argument de l'editor Lee i una assistència argumental. de la secretària-recepcionista Marvel Flo Steinberg.
Del # 49–58 (gener–octubre 1964), una història antològica cada número va adquirir una història marc amb el títol Tales of the Watcher, narrada pel testimoni còsmic homònim introduït a The Fantastic Four # 13 i utilitzat com a personatge de suport de l'Univers Marvel des de llavors. La història final "Tales of the Watcher" va presentar a l'artista veterà George Tuska com a habitual de Marvel. Quatre anys després, Tuska es convertiria en un dels artistes signants d'Iron Man.

### Capità Amèrica
A partir del número 59 (novembre de 1964), Iron Man va començar a compartir el comic-book amb el Capità Amèrica, que havia estat l'estrella convidada d'Iron Man al número anterior. Jack Kirby, co-creador del capità nord-americà durant l'Edat Daurada dels còmics, als anys quaranta, havia dibuixat el personatge com a part de l'equip de superherois Els Venjadors a principis d'aquell any, i ara il·lustrava les aventures en solitari del seu heroi per primera vegada des de 1941. El número 63 (març de 1965), en el qual l'editor i guionista Stan Lee va reexplicar l'origen del Capità Amèrica, al número 71 (nov. 1965) va presentar històries d'època ambientades durant la Segona Guerra Mundial, i va fer coprotagonista el seu company de l'Edat daurada, Bucky. Sharon Carter va ser introduïda en el número 75 (març de 1966) i més tard es va convertir en un interès amorós per al Capità Amèrica. El Red Skull, la principal némesi del Capità d'Amèrica a l'era de la Segona Guerra Mundial, es va revifar en l'actualitat en el número núm. 79 (juliol de 1966). MODOK va aparèixer per primera vegada al número 94 (octubre de 1967).
Kirby va dibuixar totes dues històries, completades una cadascuna per Gil Kane i John Romita Sr.. Diverses històries van ser finalitzades per George Tuska al llapis-dibuixos sobre els esbossos de Kirby, una acabada per Romita Sr. i una altra pel llapis Dick Ayers i entintada per John Tartaglione. Els entintadors habituals de Kirby a la sèrie eren Frank Giacoia (com a "Frank Ray") i Joe Sinnott, tot i que l'artista Syd Shores i Don Heck van entintar una història cadascun.
Tales of Suspense es va convertir en Captain America amb el número 100 (abril de 1968). Iron Man va aparèixer a Iron Man and Sub-Mariner # 1 (abril de 1968), per després debutar en el seu propi títol amb Iron Man # 1 (maig de 1968).

## Renaixement
Tales of Suspens one-shot (gener de 1995) que tenien una portada amb una capa de plàstic transparent, va presentar el Capità Amèrica i Iron Man en una sola història escrita per James Robinson i dibuixat per Colin MacNeil. Un altre one-shot, Tales of Suspense: Captain America i Iron Man Commemorative Edition (febrer de 2005) va reimprimir el còmic del mes anterior de Captain America vol. 5 # 1 i Iron Man vol. 4 # 1.
Després del llançament de Marvel Legacy el 2017, Tales of Suspense va tornar a ressuscitar amb un número #100, presentant Winter Soldier i Hawkeye en una història titulada "The Red Ledger" que va acabar al número 104, darrer de la col·lecció amb aquest títol.

## Edicions recopilatòries
- Marvel Masterworks: Atlas Era Tales of Suspense
  - Vol. 1 recopila Tales of Suspense #1–10, 272 pàgines, octubre 2006, ISBN 978-0785123538
  - Vol. 2 recopila Tales of Suspense #11–20, 272 p., juny 2008, ISBN 978-0785129592
  - Vol. 3 collects Tales of Suspense #21–31, 304 p., agost 2010, ISBN 978-0785141945
  - Vol. 4 collects Tales of Suspense #32–48, 50-54, 304 p., setembre 2012, ISBN 978-0785158677

### Iron Man
- Son of Origins of Marvel Comics inclou històries d'Iron Man procedents de Tales of Suspense #39 i 97, 249 pàgines, octubre 1975, Simon & Schuster, ISBN 978-0671221669
- Marvel Masterworks: The Invincible Iron Man
  - Vol. 1 recopila històries d'Iron Man de Tales of Suspense #39–50, 197 pàgines, setembre 1992, ISBN 978-0785111863
  - Vol. 2 recopila històries d'Iron Man de Tales of Suspense #51–65, 240 p., maig 2005, ISBN 978-0785117711
  - Vol. 3 recopila històries d'Iron Man de Tales of Suspense #66–83, 256 p., agost 2006, ISBN 978-0785120674
  - Vol. 4 recopila històries d'Iron Man de Tales of Suspense #84–99, 256 p., abril 2007, ISBN 978-0785126782
- Essential Iron Man
  - Vol. 1 recopila històries d'Iron Man de Tales of Suspense #39–72, 512 p., setembre 2000, ISBN 978-0785134640
  - Vol. 2 inclou històries d'Iron Man de Tales of Suspense #73–99, 608 p., novembre 2004, ISBN 978-0785114871
- Marvel's Greatest Superhero Battles inclou històries d'Iron Man de Tales of Suspense #79–80, 253 p., novembre 1978, Simon & Schuster, ISBN 978-0671243913

### Watcher
- Marvel Masterworks: Marvel Rarities: Vol. 1 recopila històries del Watcher de Tales of Suspense #49–58, 344 p., agost 2014, ISBN 978-0785188094

### Captain America
- Marvel Masterworks: Captain America
  - Vol. 1 recopila històries del Capità Amèrica de Tales of Suspense #59–81, 272 p., octubre 1990, ISBN 978-0785111764
  - Vol. 2 recopila històries del Capità Amèrica de Tales of Suspense #82–99, 240 p., juny 2005, ISBN 978-0785117858
- Essential Captain America Vol. 1 recopila històries del Capità Amèrica de Tales of Suspense #59–99, 528 p., març 2000, ISBN 978-1439500293
- Captain America: Sentinel of Liberty (1979) inclou històries del Capità Amèrica de Tales of Suspense #59, 63, 79–81 128 p., octubre 1979, Simon & Schuster, ISBN 978-0671252328
- Bring on the Bad Guys: Origins of the Marvel Comics Villains inclou històries del Capità Amèrica de Tales of Suspense #66–68, 253 p., octubre 1976, Simon & Schuster, ISBN 978-0671223557

## En altres mitjans
- Un episodi de The Super Hero Squad Show comparteix el mateix nom.
- A "The Lady in the Lake", l'episodi de l'estrena de la segona temporada de Marvel's Agent Carter, Whitney Frost apareix a la pel·lícula Tales of Suspense, que fa referència a la sèrie de còmics on va aparèixer el personatge per primera vegada.